# Sărbătorile de iarnă
Sărbătorile de iarnă sunt perioada perioada anului ce ține în medie de la sfârșitul lui noiembrie la începutul lui ianuarie. Perioada are în centru Crăciunul și anul nou, iar în mod tradițional aceasta se încheie cu Boboteaza. Perioada este un moment de vârf din punct de vedere economic, ducând la un mare vârf în vânzări ce ține până în ianuarie.